# 오쓰지 히데히사
오쓰지 히데히사(일본어: 尾辻 秀久, 1939년 1월 20일~)는 6선 참의원 의원을 지낸 일본의 정치인이다.

## 생애
1940년 10월에 가고시마현 가고시마시에서 태어났다. 아버지는 해군 소좌인 오쓰지 슈이치로 구축함 유기리의 함장이었다. 하지만 히데히사가 3살일 때 태평양 전쟁에서 전사했다.
1958년 가고시마시립 가고시마 교쿠류 고등학교를 졸업한 뒤 방위 대학교에 진학했다. 고교생 때 육상부에서 활동했는데 현대회에 출전해 800m 달리기에서 우승을 한 적이 있다. 대학생 때도 육상 활동을 이어가서 1961년 하코네 역전 제1구에 출장했는데 1시간 17분 22초로 최하위 기록을 세웠다. 방위대 재학중에 어머니가 사망하자 집안을 챙기고 여동생의 대학 진학을 지원하기 위해 대학을 중퇴했다. 나중에 1964년에 도쿄 대학에 입학했지만 1966년부터 해외의 여러 나라를 방랑했고 5년 뒤에 귀국하여 또 대학을 중퇴했다.
1979년 가고시마현의회 의원 선거에 출마해 당선됐다. 이후 재선 현의원을 지낸 뒤 1986년에 총선에 출마했지만 낙선했다. 그리고 1989년 참원선에 출마해 비례구에서 당선돼 참의원 의원이 되었다. 1992년 미야자와 내각 (개조)에서 총무청 정무차관을 지냈고 1994년 무라야마 내각에서 오키나와 개발청 정무차관을 역임했다.

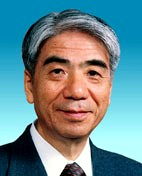
재무부대신 취임 당시 공표된 사진.

2001년 제1차 고이즈미 내각이 출범하자 재무부대신(세제 담당)으로 임명돼 1년간 재임했고 2004년 제2차 고이즈미 내각 때 후생노동상에 취임해 첫 입각을 했다. 제3차 고이즈미 내각이 발족했을 때 유임됐지만 제3차 고이즈미 내각 (개조) 때 물러났다. 이후 참의원 예산위원장이 되었다.
1986년 4월부터 5개월 동안 국민연금을 미납한 사실이 2004년에 드러났다. 사무소측에서는 가입 절차가 늦어져서 납부하지 않아도 되는 줄 알았다고 해명했다.
2007년 참원선에서 자민당이 대패하자 책임을 지기 위해 물러난 아오키 미키오의 후임으로 참의원 의원회장이 되었다. 처음엔 전 문부상 나카소네 히로후미를 지지하는 목소리도 있었지만 나카소네가 입후보하지 않으면서 단독 입후보한 오쓰지가 무투표로 선출됐다. 이후 2010년까지 재임했으며 같은 해 참의원 부의장이 되었다. 이때 오쓰지는 일본유족회 부회장을 맡고 있었는데 회장 고가 마코토가 사임하자 후임 회장이 되었고 이때 참의원 부회장을 사임했다.
2013년 참원선 때는 자민당의 정년 규정으로 더 이상 비례구에 출마하지 못하게 되자 정계를 은퇴한 가지야 요시토의 지역구인 가고시마현 선거구에 출마해 민주당 소속 미나요시 이나오를 꺾고 5선 의원이 되었다. 2014년 5월 일본유족회장직에서 물러났는데 회장으로 재직하면서 총리대신과 국무대신의 야스쿠니 신사 참배가 문제없다는 입장을 보인 적이 있다. 2015년 자민당 총재 선거에서 노다 세이코를 지지했다. 오쓰지는 "노다는 장애를 가진 아들이 있어 약자에게도 관심을 가지고 있다. 나도 마찬가지다. 우익인 나는 무사도를 중시 여기는데 무사도는 약자와 함께 한다"라고 말했다. 2018년 총재 선거 때는 이시바시 시게루를 지원했는데 이런 행보는 헤이세이 연구회 소속으로 반아베 성향을 보인 것이었다. 2019년 참원선에서 당선돼 6선 고지에 올랐다.

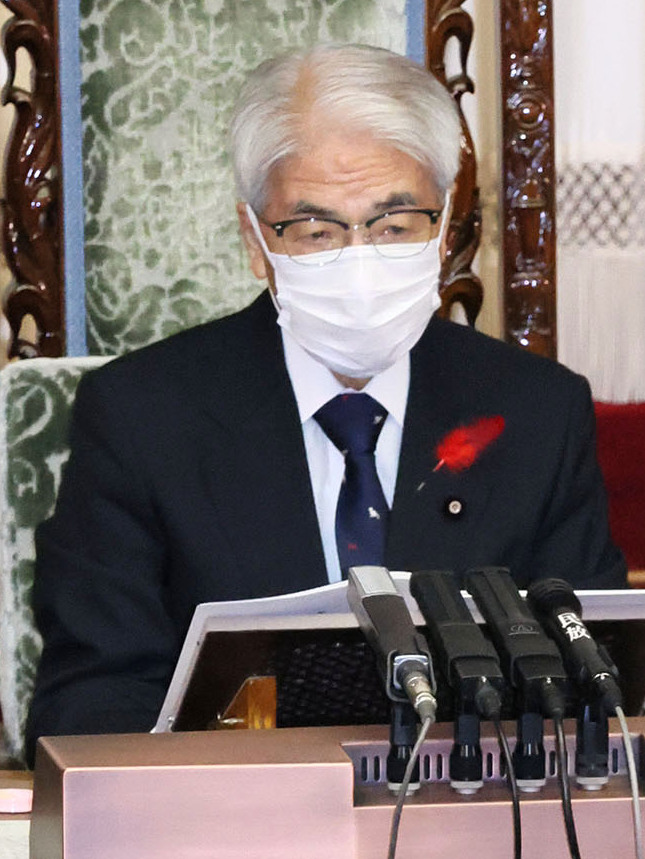
참의원 본회의장 의장석에 앉아 있는 오쓰지 히데히사.

2022년 8월 제209회 국회에서 제33대 일본 참의원 의장으로 선출됐다. 의장으로 선출된 뒤 자민당에서 잠시 탈당했다.

## 역대 선거 기록
|  | 0% |

|  | 0% |

|  | 0% |

|  | 0% |

|  | 0% |

|  | 0% |

|  | 0% |

|  | 59.02% |

|  | 47.35% |